# Mogens Just Mikkelsen
Mogens Just Mikkelsen (født 23. oktober 1962 i Bogense) er en dansk olympisk sejlsportsmand i Star klassen. Just Mikkelsen deltog i 1988 og 1992 i Sommer-OL og i 1992 sammen med Benny F. Andersen.